# Samantha Sang
Cheryl Lau Sang, nota come Samantha Sang (Melbourne, 5 agosto 1951), è una cantante australiana.

## Carriera
Nei primi anni di attività era nota con lo pseudonimo Cheryl Gray. Nel 1969, dopo aver avuto successo in patria con il brano You Made Me What I Am, si è trasferita nel Regno Unito, dove ha lavorato con i Bee Gees fino al 1975, anno in cui è ritornata in Australia.
Il brano Emotion e l'omonimo album hanno avuto un buon successo negli Stati Uniti nel 1978. La canzone è stata interpretata anche dai Bee Gees e nel 2001 dalle Destiny's Child.
Dopo la pubblicazione del terzo disco From Dance to Love si è gradualmente ritirata dalle scene.

## Discografia
- Emotion